# Overijse
Overijse (francouzsky, česky i nizozemsky, doslovně „Za [řekou] 'IJse“) je obec v nizozemsky mluvící oblasti Belgie, Vlámském regionu, provincii Vlámský Brabant.
K 1. lednu 2018 měla 25 169 obyvatel.
Je rodištěm filosofa Justa Lipsia.